# 권민수 (작가)
권민수는 대한민국의 텔레비전 드라마 작가이다.

## 드라마
- 2003년 KBS2 주말연속극 《보디가드》 ... 집필
- 2005년 SBS 드라마스페셜 《사랑은 기적이 필요해》 ... 공동집필
- 2007년 KBS2 월화 미니시리즈 《꽃피는 봄이 오면》 ... 집필
- 2010년 KBS2 아침 일일연속극 《엄마도 예쁘다》 ... 집필
- 2013년 KBS2 수목 미니시리즈 《칼과 꽃》 ... 집필
- 2019년 MBN 수목 미니시리즈 《우아한 가》 ... 집필
- 2023년 ENA 수목 미니시리즈 《오랫동안 당신을 기다렸습니다》 ... 집필